# 臥虎藏龍 (電視劇)
《臥虎藏龍》是亞洲國際文化及九洲音像出版公司聯合出品的古裝武俠電視劇，由梁凱程執導，邱心志、黃奕、何潤東及蔣勤勤、張晨光、童安格領銜主演。
該劇講述了俞秀蓮為報家仇獨身上京，在途中卻屢次被仇家所害，幸得李慕白多次相救，並在他的幫助下報仇雪恨的故事。